# Simulium itelmenica
Simulium itelmenica är en tvåvingeart som först beskrevs av Chubareva och Yankovsky 2006.  Simulium itelmenica ingår i släktet Simulium och familjen knott. Inga underarter finns listade i Catalogue of Life.